# Thiersheim
Thiersheim est une commune de Bavière (Allemagne), située dans l'arrondissement de Wunsiedel im Fichtelgebirge, dans le district de Haute-Franconie.

## Galerie

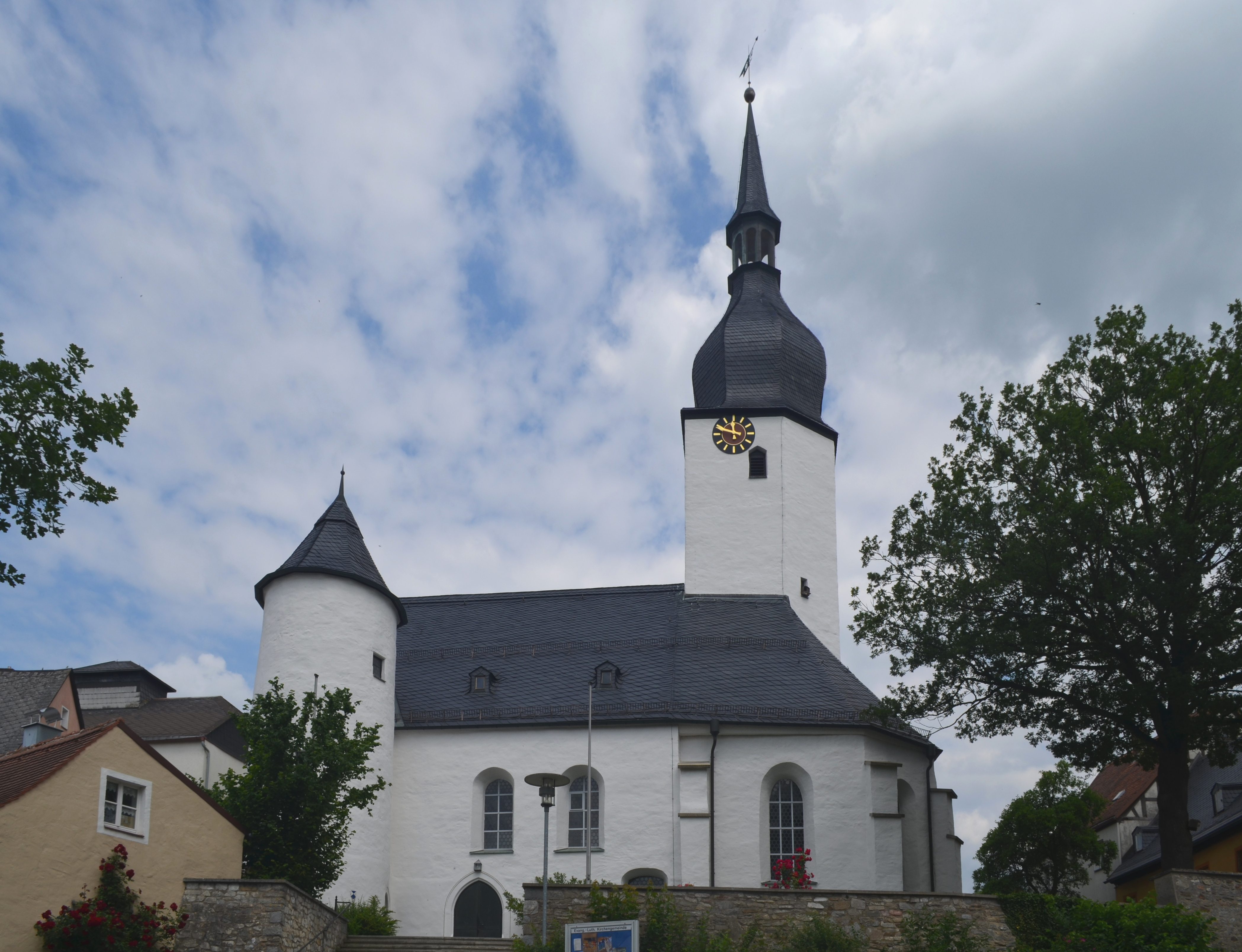
Église protestante luthérienne Sankt Ägidien (saint Gilles).
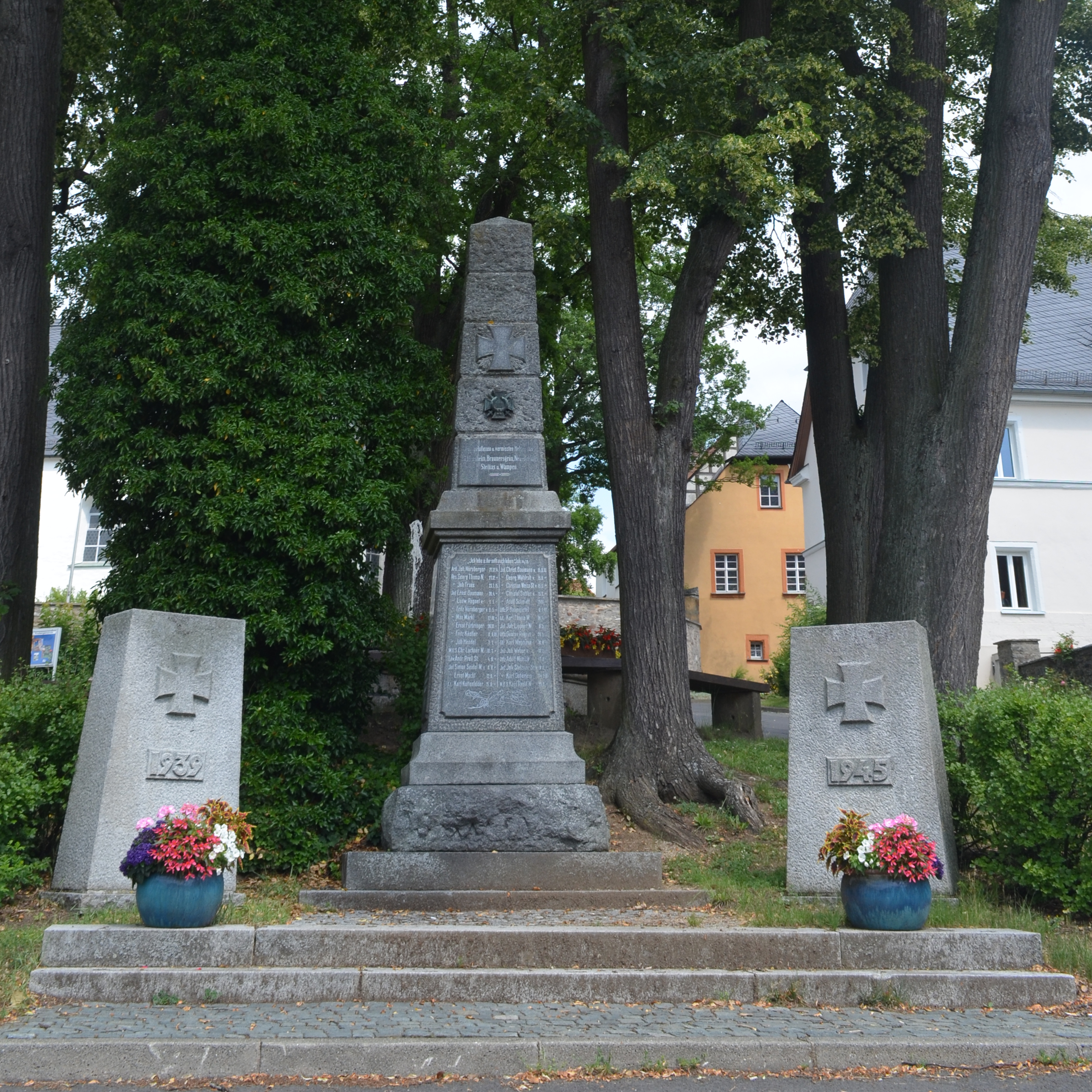
Monument aux morts.
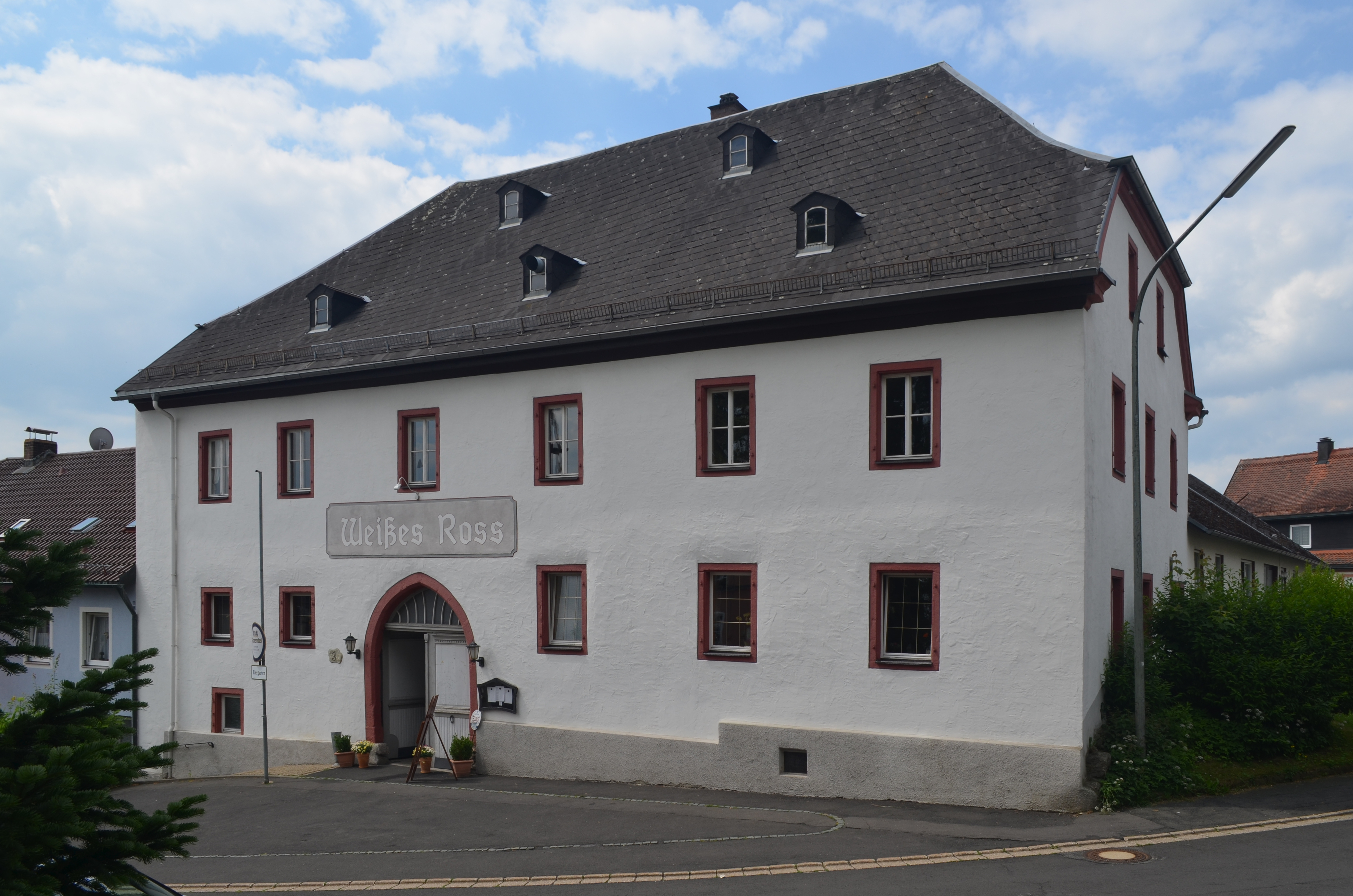
Auberge Weisses Ross (cheval blanc).